# Hárfaverseny
A hárfaverseny egy versenymű-típus, ahol a szóló-hárfa versenyez a zenekarral. A zeneirodalom nem túl sok ilyen kompozíciót ismer.

## Híres versenyművek

### Hárfa egyedül
- Johann Georg Albrechtsberger
  - 4 hárfa-concertino (1772)
  - Hárfaverseny (1773)
- François-Adrien Boieldieu
  - C-dúr hárfaverseny (1801)
- Henry Cowell
  - Hárfaverseny, L. 947 (1965)
- Jean-Michel Damase
  - Concertino hárfára Op. 20 (1951)
- Carl Ditters von Dittersdorf
  - A-Dúr Hárfaverseny
- Jan Ladislav Dussek
  - Esz-dúr hárfaverseny, C. 53/265 (1789)
  - F-dúr hárfaverseny, C. 78/266 (1792)
  - C-dúr hárfaversny, C. 129/267 (1795)
  - Három kedvenc koncert F-dúrban, C. 158 (1798?)
  - Bé-dúr concertino, C. 264 (1813), lost
- Ernst Eichner
  - C-dúr hárfaverseny (1769)
- Alberto Ginastera
  - Concerto Op. 25
- Reinhold Glière
  - Esz-dúr hárfaverseny, Op. 74 (1938)
- Georg Friedrich Händel
  - B-Dúr Versenymű hárfára (vagy orgonára, vagy csembalóra), Op. 4, Nr. 6
- Pierick Houdy
  - Concerto Français (1997)
- Jean-Baptiste Krumpholz
  - Hárfaverseny No. 1 és 2, Op. 4 (c. 1777)
  - Hárfaverseny No. 3 és 4, Op. 6 (c. 1777)
  - Hárfaverseny No. 5, Op. 7 (c. 1778)
  - Hárfaverseny No. 6, Op. 9 (c. 1785)
- Darius Milhaud
  - Hárfaverseny, Op. 323 (1953)
- Charles Oberthür
  - Hárfa-concertino, Op. 175 (c. 1863)
- Elias Parish Alvars
  - C-Dúr Gran Concerto op. 60 (1837)
  - g-moll Gran Concerto op. 81 (1842)
  - Esz-Dúr Concerto op. 98 (1845)
  - c-moll Gran Concerto
- Francesco Petrini
  - Átirat "Mr. Bach" és "Mr. J.-B. Davaux" műveiből, Op. 18 (c. 1782)
  - Hárfaverseny No. 1, Op. 25 (1786)
  - Hárfaverseny No. 3, Op. 27 (1793)
  - Hárfaverseny No. 4 in B flat, Op. 29 (1793)
- Einojuhani Rautavaara
  - Hárfaverseny (1999-2000)
- Carl Reinecke
  - e-moll Concerto Op. 182
- Henriette Renié
  - Concerto, c-moll
- Joaquín Rodrigo
  - Concierto serenata (1952)
- Nino Rota
  - Hárfaverseny (1947)
- John Thomas
  - Két hárfaverseny
- Heitor Villa-Lobos
  - Hárfaverseny (1953)
- Georg Christoph Wagenseil
  - G-Dúr Hárfaverseny
- Albert Zabel
  - c-moll Concerto Op. 35

### Egyéb koncertáló művek
- Luciano Berio
  - Chemins I on Sequenza II (1964)
- André Caplet
  - Légende (1908), Edgar Allan Poe The Masque of the Red Death novellája nyomán, átdolgozva Conte fantastique néven hárfára és vonósnégyesre (1922-3)
- Jean-Michel Damase
  - Ballade hárfára és vonószenekarra (1994)
- Claude Debussy
  - Danses Sacrée et Profane (1903)
- Dohnányi Ernő
  - Concertino hárfára és kamarazenekarra (1952)
- Alberto Ginastera
  - Estancia Op. 8
- Jean-Baptiste Krumpholz
  - Első és második szimfónia hárfára és zenekarra, Op. 11 (1787)
- Théodore Labarre
  - Fantázia, Op. 101 (1841)
- Serge Lancen
  - Concerto champêtre hárfára és kamarazenekarra (1968)
- Charles Oberthür
  - Macbeth nyitány, Op. 60 (1852)
  - Loreley, Op. 180
- Gabriel Pierné
  - Koncertdarab, Op. 39 (1903)
- Maurice Ravel
  - Introduction & Allegro (1905)
- Joaquín Rodrigo
  - Sones en la Giralda (1963)
- Camille Saint-Saëns
  - Morceau de concert in G, Op. 158 (1918)

### Hárfa más hangszerekkel
- Henry Cowell
  - Duo concertante fuvolára, hárfára és zenekarra, L. 894 (1961)
- Jean-Michel Damase
  - Duo Concertant hárfára, fuvolára és zenekarra (2001)
- Paul Hindemith
  - Konzertmusik rézfúvós hangszerekre, hárfára és zongorára, Op. 49 (1930)
  - Versenymű fafúvós hangszerekre, hárfára és zenekarra (1949)
- Wolfgang Amadeus Mozart
  - C-dúr fuvola-hárfa kettősverseny, K. 299 (1778)
- Elias Parish Alvars
  - d-moll Concerto két hárfára és zenekarra Op. 91
- Louis Spohr
  - G-dúr Concertante hegedűre és hárfára, WoO 13 (1806)
  - e-moll Concertante hegedűre és hárfára, WoO 14 (1807)